# Lúcio Júlio Julo (tribuno consular em 388 a.C.)
Lúcio Júlio Julo (em latim: Lucius Iulius Iullus) foi um político da gente Júlia nos primeiros anos da República Romana, eleito tribuno consular por duas vezes, em 388 e 379 a.C.. Era filho de Lúcio Júlio Julo, tribuno consular em 401 e 397 a.C..

## Primeiro tribunato consular (388 a.C.)
Em 388 a.C. foi eleito com Quinto Servílio Fidenato, Tito Quíncio Cincinato Capitolino, Lúcio Lucrécio Tricipitino Flavo, Lúcio Aquilino Corvo e Sérvio Sulpício Rufo.
Os tribunos lideraram os romanos em uma série de raides contra o territórios dos équos e de Tarquínia, onde atacaram Cortuosa e Contenebra, que foram saqueadas. Enquanto isso, em Roma, os tribunos da plebe tentaram levantar a discussão sobre a subdivisão dos Pântanos Pontinos, capturados dos volscos no ano anterior.

## Segundo tribunato consular (379 a.C.)
Segundo Lívio, em 379 a.C., Lúcio Júlio foi eleito tribuno com Públio Mânlio Capitolino, Caio (ou Cneu) Mânlio Vulsão, Marco Albínio, Caio Sextílio e Lúcio Antíscio. Segundo os Fastos Capitolinos, foram eleitos ainda Públio Trebônio e Caio Erenúcio.
Este foi um ano para o qual foram eleitos um número igual de tribunos patrícios e plebeus.
Lúcio Júlio permaneceu em Roma enquanto o comando da campanha contra os volscos foi entregue, através de um procedimento extraordinário, a Públio Mânlio e seu irmão, Caio Mânlio. Apesar da inexperiência dos comandantes, a campanha só não terminou como uma derrota completa graças ao valor dos soldados romanos.